# Aplosonyx sumatrensis
Aplosonyx sumatrensis es un coleóptero de la familia Chrysomelidae. Fue descrita científicamente por primera vez en 1884 por Jacoby.